# Feeding the Doves
 (juillet 2025).
Pour plus de détails, voir Fiche technique et Distribution.
Feeding the Doves est un film américain muet et en noir et blanc sorti en 1896.

## Synopsis
Dans une ferme, une femme et une jeune fille nourrissent les poulets et les colombes.

## Fiche technique
- Titre : Feeding the Doves
- Réalisation : James H. White
- Photographie : William Heise et James H. White
- Société de production : Edison Manufacturing Company
- Société de distribution : Edison Manufacturing Company (États-Unis)
- Pays :  États-Unis
- Genre : Documentaire
- Durée : 1 minute
- Dates de sortie : 
  -  États-Unis : 23 octobre 1896